# Пришиб (заказник)

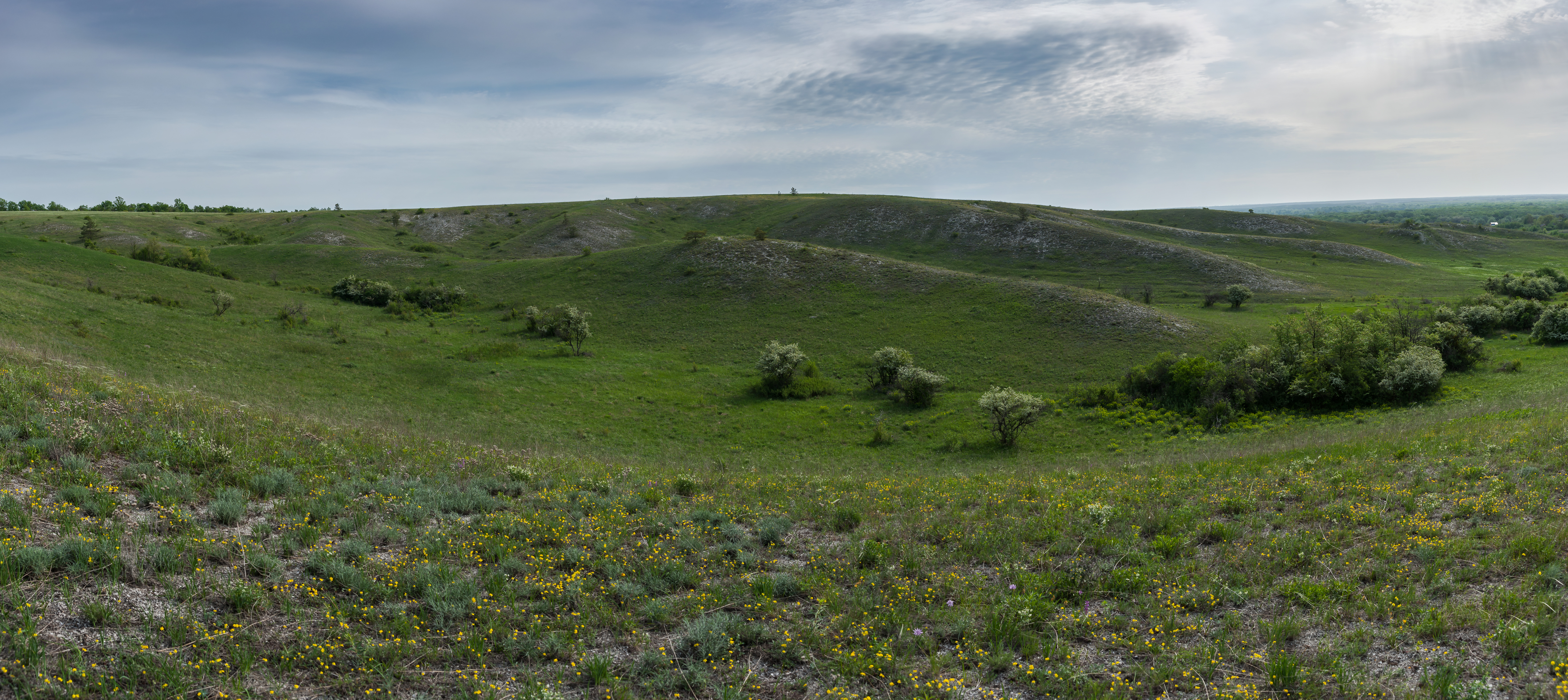

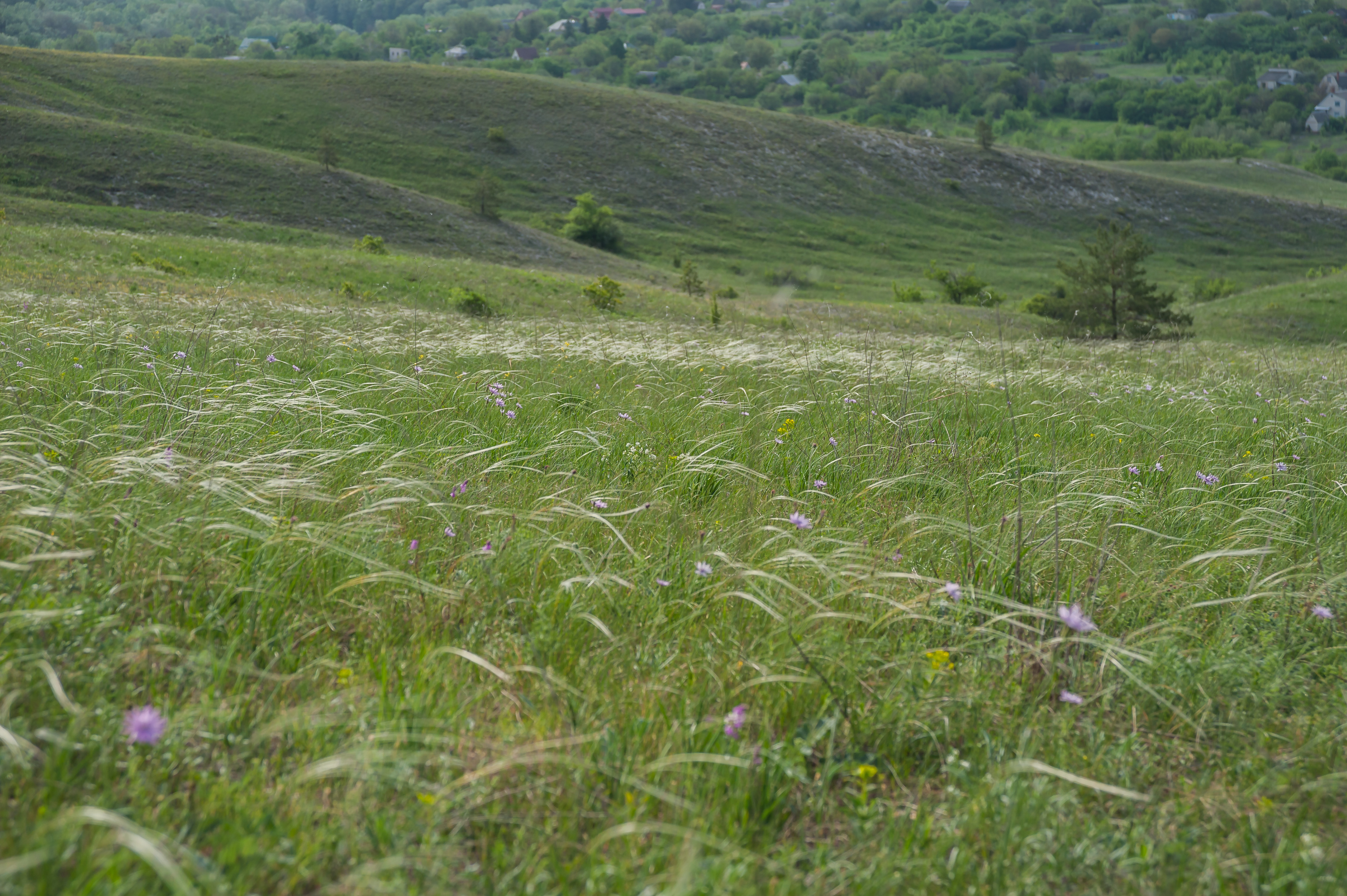

Пришиб — ботанічний заказник місцевого значення. Об'єкт розташований на території Слов'янського району Донецької області, на північ від села Пришиб.
Площа — 107,4 га, статус отриманий у 2005 році.